# Thermoanaerobacter sulfurophilus
Thermoanaerobacter sulfurophilus è una specie di batterio appartenente alla famiglia delle Thermoanaerobacteriaceae.